# Landsbyfællesskabet
Landsbyfællesskabet udgjorde landsbyerne et delvist selvstyrende samfund. Beslutninger og retssager, som kun havde betydning for landsbyens egne indbyggere, blev afklaret på bytinget, hvor alle landsbyens mandlige bønder deltog. Og altså hverken kvinder, husmænd, tjeneste-og aftægtsfolk.
Det varede til gennemførelsen af landboreformerne i Danmark i slutningen af 1700-tallet,
Beslutningerne drejede sig om to forhold:
1. beslutninger i tilknytning til dyrkningen af jorden, og
2. retssager mellem landsbyens indbyggere indbyrdes.

Som grundlag for retstilstanden var der et sæt regler, kaldet vider (af den bøde [vitæ] som ramte overtrædere af dem), bylov, byskrå, grandebrev, grandelov eller lignende, hvori alle spørgsmål så vidt muligt blev behandlet.
Vedtægterne dækkede en landsby, men kunne også omfatte flere landsbyer eller et helt sogn. De vedtoges af bymændene på gade- eller grandestævne, og der var i det mindste siden slutningen af det 15. århundrede ingen tvivl om, at flertallets beslutning var bindende for mindretallet. Beslutningerne bekræftedes ofte på tinge, hvor vedtægterne i hvert fald blev læst. I landsbyfællesskabets senere tid indhentedes næsten altid herskabets samtykke, og en gang imellem var det endda herskabet, der selv tog initiativet til nedskrivningen. På krongodset trådte øvrigheden i herskabets sted, men i øvrigt blandede det offentlige sig ikke i affattelsen af vedtægterne. Danske Lov 3—13—31 gentager den ældre rets bestemmelser om landsbyvedtægter. De er aldrig ophævet, men vedtægterne mistede deres betydning ved udskiftningen og den delvise udflytning af gårde. De var nøje knyttet til ejerlaget og jordfællesskabet.